# Drets del col·lectiu LGBT a Luxemburg
Les persones lesbianes, gais, bisexuals i transsexuals (LGBT) a Luxemburg gaudeixen de drets similars als de les persones no LGBT. Les parelles de fet, que concedeixen molts dels beneficis del matrimoni, estan reconegudes des de 2004. El juny de 2014, el parlament luxemburguès va aprovar una llei que permet el matrimoni entre persones del mateix sexe i els drets d'adopció, que va entrar en vigor l'1 de gener de 2015. A més, es prohibeix la discriminació per motius d'orientació sexual i «canvi de sexe» a la feina, l'assistència sanitària i la provisió de béns i serveis, i es permet a les persones transsexuals canviar el seu gènere legal sobre la base de l'autodeterminació.
La societat luxemburguesa és tolerant amb l'homosexualitat, que va ser totalment despenalitzada el 1795, i és àmpliament respectada i acceptada. Una enquesta duta a terme en 2019 per l'Eurobaròmetre va revelar que el 87% dels luxemburguesos creia que els gais, les lesbianes i els bisexuals havien de gaudir dels mateixos drets que els heterosexuals, una de les xifres més altes de la Unió Europea. En 2021, ILGA-Europe va classificar a Luxemburg com el tercer país de la Unió Europea quant a la protecció dels drets de les persones LGBT.

## Legislació
La legislació de Luxemburg estableix en el seu codi penal una prohibició de la discriminació sobre la base de l'orientació sexual des de 1997. Aquestes lleis inclouen diversos àmbits com el laboral o en la prestació de béns i serveis.
Les lleis d'asil luxemburgueses no inclou la persecució per orientació sexual com a supòsit per demanar asil al país.

## Parelles del mateix sexe
Les parelles formades per persones del mateix sexe tenen reconeguts drets equivalents al matrimoni gràcies a la llei d'unions civils promulgada el 2004. Encara que pel que fa a la seguretat social la unió civil reconeix els mateixos drets que el matrimoni entre persones de diferent sexe, no és així amb els beneficis fiscals o en matèria d'adopció, no reconeguda.
Un projecte de matrimoni entre persones del mateix sexe presentat el 2007 va ser rebutjat al parlament luxemburguès per 38 vots contra 22. Tots els partits amb representació parlamentària (el Partit Democràtic, el Partit Socialista Obrer Luxemburguès, Els Verds i L'Esquerra), menys el Partit Popular Social Cristià, han expressat el seu suport a l'ampliació del dret al matrimoni. Tot i això, el Primer Ministre de Luxemburg pertanyent al partit Popular Social Cristià ha expressat la necessitat d'igualtat en el matrimoni per a totes les parelles. Després de les eleccions parlamentàries del 7 de juny de 2009 la coalició governant formada per conservadors popular-cristians i socialistes va incloure al seu programa de govern el reconeixement del dret al matrimoni a les parelles formades per persones del mateix sexe. El 20 de juliol de 2009, el Govern de Luxemburg, dirigit per Jean-Claude Juncker, va anunciar la seva intenció de reconèixer el matrimoni entre persones del mateix sexe. La llei d'adopció permetrà per primera vegada l'adopció de persones solteres sense distinció de la seva orientació sexual, si bé encara no s'ha aclarit si aquesta llei afectarà a l'adopció conjunta homoparental.

## Situació social
El suport públic al reconeixement del matrimoni entre persones del mateix sexe a Luxemburg és un dels més alts d'Europa, amb un 58% de suport el 2006.
La principal organització de defensa dels drets LGBT, Rosa Lëtzebuerg, va ser fundada el 26 de juny de 1996.
La capital, Luxemburg, és la població on es concentra l'oferta turística i d'oci enfocades a aquest sector al país, així com la ciutat on cada any se celebra el Dia Internacional de l'Orgull LGBT. El 2011, després de les eleccions municipals que van donar per guanyador a Xavier Bettel, la ciutat es va convertir a la tercera capital europea ha escollit un alcalde obertament gai, després de París (Bertrand Delanoë) i Berlín (Klaus Wowereit).